# Kingsman: The Secret Service
Kingsman: The Secret Service (titulada Kingsman: El servicio secreto en Hispanoamérica y Kingsman: Servicio secreto en España) es una película británico-estadounidense de espionaje y comedia de acción del año 2014, dirigida por Matthew Vaughn, basándose en el cómic The Secret Service, creado por Dave Gibbons y Mark Millar. El guion fue escrito por Vaughn y Jane Goldman. La historia sigue el reclutamiento y la formación de un agente secreto potencial, Gary "Eggsy" Unwin (Taron Egerton), en una organización secreta de espionaje. Eggsy se une a una misión para hacer frente a la amenaza global  que representa Richmond Valentine (Samuel L. Jackson), un megalómano multimillonario. La película también está protagonizada por Colin Firth, Mark Strong y Michael Caine.
Kingsman: The Secret Service se estrenó en el maratón anual Butt-Numb-A-Thon el 13 de diciembre de 2014, siendo presentada en el Reino Unido el 29 de enero de 2015. La película recibió críticas positivas por parte de los críticos, que elogiaron las estilizadas secuencias de acción, las actuaciones interpretativas, el villano, la partitura, y su humor negro, aunque algunas de las escenas violentas y sexuales fueron criticadas por excederse de los límites habituales. La película ha recaudado más de 414 millones de dólares en todo el mundo, convirtiéndose en la película comercialmente más exitosa de Vaughn, hasta la fecha. En 2015 ganó el  Empire Award a la Mejor Película Británica.
Tras el éxito de la película, una continuación, titulada Kingsman: The Golden Circle, se lanzó el 22 de septiembre de 2017, con Vaughn regresando para dirigirla.

## Sinopsis
Cuando un agente secreto de Kingsman muere, su puesto es ocupado por otra persona. El resto de miembros debe proponer a un candidato, entre los cuales resultará elegido uno de ellos. En esta ocasión, el agente Galahad (Colin Firth) propone al hijo de un antiguo compañero: Eggsy (Taron Egerton). Mientras, el millonario Valentine (Samuel L. Jackson) tiene en mente un plan que pondría en riesgo a la mayor parte del planeta y los Kingsman deberán averiguar qué es y cómo evitarlo.

## Argumento
En 1997, el agente secreto en prueba Lee Unwin se sacrifica en Medio Oriente, para salvar a su superior, Harry Hart. Harry, culpándose a sí mismo por la muerte de Lee, regresa a Londres y le da al hijo pequeño de Lee, Gary "Eggsy", una medalla grabada con un número de asistencia de emergencia.
Diecisiete años después, Eggsy es un chico estereotípico, luego de haber abandonado el entrenamiento para los Royal Marines a pesar de su inteligencia y talento para la gimnasia y el parkour. Después de ser arrestado por robar un auto, Eggsy llama al número de la medalla y Harry organiza su liberación. Harry explica que es un miembro de Kingsman, un servicio de inteligencia privado fundado por la élite británica que perdió a sus herederos en la Primera Guerra Mundial y decidió poner su dinero para proteger al mundo; la organización lleva el nombre de la sastrería que los vistió. Harry, cuyo nombre en clave es "Galahad", explica que hay un puesto disponible, ya que el agente "Lancelot" fue asesinado por la asesina Gazelle mientras intentaba rescatar al profesor James Arnold de los secuestradores. Eggsy se convierte en el candidato de Harry, junto con otros candidatos, los cuales son eliminados a través de las diferentes pruebas de entrenamiento realizadas por el agente de soporte técnico de Kingsman, "Merlín", hasta que solo quedan Eggsy y Roxy, una candidata con la que se hizo amigo. Eggsy se niega a completar la prueba final, dispárale a su cachorro Pug llamado JB, a quien ha criado durante el proceso de entrenamiento (sin saber que el arma tenía balas de fogueo) y Roxy termina como la nueva "Lancelot".
Mientras tanto, Merlín descubre que el profesor Arnold ha vuelto al trabajo como si nada hubiera pasado. Harry intenta interrogarlo, pero un chip en el cuello del profesor explota, matando a Arnold. La señal de detonación se remonta a una instalación propiedad del empleador de Gazelle, Richmond Valentine, un multimillonario y filántropo de internet que recientemente ha ofrecido a todos en el mundo tarjetas SIM que otorgan conectividad celular e internet gratuita por toda la vida. Más tarde Harry se hace pasar por un filántropo multimillonario y conoce a Valentine cara a cara en donde Harry se entera de la conexión de Valentine con una iglesia de un grupo de odio en Kentucky y viaja hasta dicho lugar, usando gafas con cámara de video. Mientras Eggsy observa desde la laptop de Harry todo el acontecimiento, Valentine activa las tarjetas SIM en la iglesia, disparando una señal que hace que los feligreses se vuelvan unos psicópatas asesinos y violentos. Cuando toda la masacre termina, Harry sale como único sobreviviente y una vez afuera de la iglesia, Valentine explica lo que pasó y luego le dispara a Harry en el rostro aparentemente matándolo.
Tras enterarse de lo que paso, Eggsy decide regresar al cuartel general de Kingsman y descubre que Chester "Arthur" King, el líder de Kingsman, tiene una cicatriz en el cuello como la del profesor Arnold. King revela que Valentine planea transmitir su "onda neurológica" en todo el mundo a través de la red de satélites, creyendo que el "sacrificio" resultante de la mayoría de la población humana evitará su extinción a través del calentamiento global. Solo aquellos que Valentine haya elegido, dispuestos o no dispuestos, no se verán afectados. King intenta envenenar a Eggsy, pero Eggsy cambia los vasos y King se envenena a sí mismo.
Eggsy, Merlín y Roxy se disponen a detener el plan de Valentine. Roxy usa un globo de gran altitud para destruir uno de los satélites de Valentine y romper la red, pero Valentine rápidamente asegura un reemplazo de un individuo implicado como Elon Musk. Merlín vuela a Eggsy a la base de Valentine, donde se hace pasar por King. Eggsy es descubierto por un recluta rechazado de Kingsman, Charlie Hesketh, lo que lleva a Eggsy y a Merlín a ser arrinconados. Por sugerencia de Eggsy, Merlín activa los chips implantados a prueba de fallas, matando a casi todos con los chips. Un Valentine furioso activa la señal y desencadena un pandemonio mundial. Eggsy mata a Gazelle y usa una de sus prótesis afiladas para atravesar a Valentine y matarlo, deteniendo la señal y poniendo fin a la amenaza. Luego, comparte un encuentro sexual con Tilde, la princesa heredera de Suecia, que estaba entre los secuestrados de Valentine.
Habiéndose convertido en el nuevo agente "Galahad", Eggsy ofrece a su madre y a su hermana un nuevo hogar lejos de su abusivo padrastro, Dean, quien se opone rotundamente a la sugerencia de Eggsy. Sin embargo Eggsy luego lo derriba exactamente de la misma manera que Harry trató a uno de los secuaces de Dean la última vez.

## Elenco
- Colin Firth como Harry Hart o Galahad, un veterano agente de Kingsman.[9]
- Samuel L. Jackson como Richmond Valentine, un filántropo multimillonario con sigmatismo que se asemeja en el filme a un personaje como Steve Jobs.
- Mark Strong como Merlín, un veterano agente y entrenador de Kingsman.
- Taron Egerton como Eggsy o Gary Unwin, un londinense pobre que es elegido por Galahad para ser el sucesor del antiguo Lancelot, pero toma el título de Galahad después de la muerte de su mentor.
  - Alex Nikolov como Eggsy a los 5 años de edad.
- Michael Caine como Arthur o Chester King, líder de los Kingsman.
- Jack Davenport como Lancelot, un agente Kingsman que es asesinado por Gazelle tratando de rescatar al profesor Arnold.
- Mark Hamill como el profesor James Arnold.[9][10]
- Sofia Boutella como Gazelle, una malvada secuaz de Valentine con piernas ortopédicas con forma de espada.
- Sophie Cookson como Roxanne "Roxy" Morton, una agente entrenada por la organización de los Kingsman tomando el nombre de Lancelot.
- Edward Holcroft como Charles "Charlie" Hesketh, un participante en las pruebas de Kingsman.
- Samantha Womack como Michelle, la madre de Eggsy.
- Richard Brake como el Interrogador, uno de los participantes en las pruebas.
- Hanna Alström como la princesa Tilda de Suecia.
- Bjørn Floberg como el primer ministro sueco.

## Producción
El proyecto se originó cuando Mark Millar y Vaughn estaban en un bar discutiendo películas de espionaje, lamentando que el género se había vuelto demasiado serio a lo largo de los años y decidieron hacer "una divertida". Para tener el tiempo para hacer la película, Vaughn tuvo que optar por no dirigir X-Men: días del futuro pasado, a lo que él llamó "una decisión realmente dura".  El razonó que si él no lo hacía, "alguien más ... [sería] despertará y hará una película de espías divertido. Entonces yo habría escrito un guion sangriento que nadie quiere hacer." Colin Firth se unió al elenco para dirigir la película el 29 de abril de 2013. Se informó inicialmente en 2013 que Leonardo DiCaprio estaba en conversaciones para interpretar al villano, aunque el propio Vaughn negó posteriormente que alguna vez se consideró que estaba tan cerca de desempeñar el papel "como yo de convertirme en el Papa." En septiembre de 2013, Vaughn eligió a  Sophie Cookson para el protagonista femenino, prefiriendo una recién llegada que candidatos más obvios como Emma Watson y Bella Heathcote. Mark Hamill fue elegido en un cameo como el profesor James Arnold, una referencia a su personaje en el cómic que es nombrado "Mark Hamill".

### Rodaje
La fotografía principal comenzó el 6 de octubre de 2013 en Deepcut, Surrey, se informó que el presupuesto es un tercio del presupuesto de Skyfall. El edificio de Alexandra Road en Camden se utilizó para la zona de la casa de Eggsy, y algunas escenas fueron filmadas en el Imperial College London. The Black Prince Pub en Kennington, al sur de Londres, fue utilizado para varias escenas de lucha y la persecución en coche. Savile Row en Mayfair también fue empleado como escenario exterior. La sastrería Huntsman proporcionó la ropa, y James Lock & Co. en St James proporcionó los sombreros. Si bien se publicaron rumores de que varias celebridades harían cameos, incluyendo a la cantante Adele, Elton John, Lady Gaga, y David Beckham, ninguno de estos rumores resultaron ser ciertos.

### Música
En mayo de 2014, se informó de que Henry Jackman y Matthew Margeson compondrían la música para la película, mientras que en julio se anunció que era Gary Barlow quien estaba escribiendo la banda sonora. Además, una canción de Take That del séptimo álbum de estudio III, "Get Ready for It", acompañaba los créditos finales.

## Estreno
El estreno de la película se celebró en Londres el 14 de enero de 2015, con el director Vaughn y las estrellas Firth, Egerton, y Strong asistiendo, y Take That interpretando el tema de la película en vivo. Un estreno regional se llevó a cabo en Glasgow exactamente en el mismo momento que el evento de Londres, transmitiéndose secuencias en vivo desde el estreno de Glasgow. Mark Millar también organizó una proyección de la película antes de su lanzamiento en Glasgow, con el objetivo de recaudar dinero para su antigua escuela, St. Bartholomews. La película se lanzó en el Reino Unido el 29 de enero de 2015. En los Estados Unidos, 20th Century Fox tenía previsto lanzar la película el 14 de noviembre de 2014, pero finalmente el estreno fue retrasado hasta el 6 de marzo de 2015. Entre tanto, ya había sido retrasado primero al 24 de octubre de 2014, y después al 13 de febrero de 2015. La película fue lanzada en la mayor parte de América Latina e Indonesia, eliminándose la escena de acción que se desarrolla en una iglesia. La escena, considerada vital por el director y los críticos de cine, fue extirpada casi por completo, dejando solo su inicio y las consecuencias inmediatas. Esta censura también se aplicó en el Blu Ray de la película.

### Marketing
El libro de bolsillo que recogía la miniserie en cómics fue lanzado el 14 de enero de 2015. Vaughn se asoció con la empresa de ropa de lujo Sr. Porter para crear una línea de prendas de vestir de 60 piezas, basada en la película. La firma Sr. Porter trabajó con Arianne Phillips, diseñadora de vestuario de la película, para la confección a medida, mientras que en complementos, todas las corbatas y las camisas, las gafas, los paraguas y los zapatos fueron diseñados por marcas británicas de prestigio, tales como Cutler and Gross, George Cleverley, Mackintosh, así como los relojes a cargo de Bremont. La colaboración es la primera de su tipo, haciendo de Kingsman: The Secret Service la primera película en la que los clientes pueden comprar todos los artículos que se ven en pantalla. La película también incluye el emplazamiento comercial significativo de artículos de la marca Adidas Originals.

### Cine en casa
La película fue lanzada en HD DVD el 15 de mayo de 2015 y en Blu-ray Disc y en DVD el 9 de junio.

## Recepción

### Taquilla
Kingsman: The Secret Service obtuvo una recaudación bruta de 412,4 millones de dólares, frente a un presupuesto de 81 millones.

### Crítica
Los opiniones recopiladas por la web Rotten Tomatoes recogen la opinión de 218 críticos. Obtuvo un 74% de las críticas positivas, con una calificación promedio de 7,4 / 10, citando a la película como una producción "Con estilo, subversiva, y sobre todo divertida". En Metacritic, la película obtuvo una puntuación de la crítica de 58 sobre 100 (basada en 39 críticos), lo que indica valoraciones mixtas.

## Secuela
Millar y Vaughn declararon que se podría filmar una secuela si la película tenía un buen resultado en taquilla, y Vaughn ha expresado su interés en dirigirla. También señaló que esperaba tener a Firth de nuevo en la secuela, como también a Mark Strong. En cambio, se ha confirmado que Taron Egerton  repetirá. A la pregunta de cómo van a incorporar el personaje de Firth en la secuela, dado que había sido asesinado en la primera parte, Millar declaró que se han barajado varias ideas, incluyendo un hermano malvado de Harry Hart, o tal vez convertir al personaje en un fantasma. 
Fox anunció el inicio de la producción de la secuela, pero no estaba claro si Vaughn volvería a dirigir. El 11 de junio de 2015, se confirmó que Vaughn había comenzado a escribir la secuela, y puede dirigirla. La parte principal del rodaje está programada para comenzar en abril de 2016, con el 16 de junio de 2017 como fecha de estreno prevista. Julianne Moore está en conversaciones para protagonizar la nueva villana y Halle Berry firmó para interpretar al jefe de la CIA. El 18 de marzo de 2016, Edward Holcroft también confirmó que iba a repetir su papel como Charles "Charlie" Hesketh. Vaughn reveló posteriormente el título de la secuela: Kingsman: The Golden Circle. En la nueva trama Eggsy y Merlin unen sus fuerzas con "Estadista", su homólogo estadounidense después de que Kingsman fuera destruido por la nueva villana de la película, interpretada por Moore. 
El 7 de abril de 2016, Egerton mostró el primer cartel de la película, en el que se insinúa que Firth volverá a aparecer en la película. Muestra las gafas de Harry Hart sin uno de sus cristales colocadas encima de la frase: "los informes sobre mi muerte han sido muy exagerados" (una cita tomada de Mark Twain). Sophie Cookson también repetirá su papel de Roxy Morton en la secuela. Al día siguiente, Deadline informó que Pedro Pascal estaba en conversaciones para interpretar el papel de Jack Daniels. El 12 de abril de 2016, Elton John también estaba en conversaciones para unirse al elenco, y un día después Channing Tatum anunció su participación en la película mediante su cuenta de Twitter.